# Аманда Вир
Аманда Џо Вир (енгл. Amanda Jo Weir; Давенпорт, 11. март 1986), удата Аманда Дејвис (енгл. Amanda Davis) америчка је пливачица чија специјалност је пливање слободним стилом. Вишеструка је освајачица олимпијских и светских медаља као чланица америчких штафета у тркама на 4×100 метара слободно и 4×100 метара мешовитим стилом.
Трострука је учесница олимпијских игара и четворострука освајачица олимпијских медаља. Била је део олимпијског тима Сједињених Држава на Летњим олимпијским играма 2004. у Атини, Играма 2012. у Лондону и Играма 2016. у Рио де Жанеиру.
Власница је америчког националног рекорда у дисциплини 100 метара слободним стилом из 2006. године (тада је пливала 53.58 секунди).